# Robert Casadesus

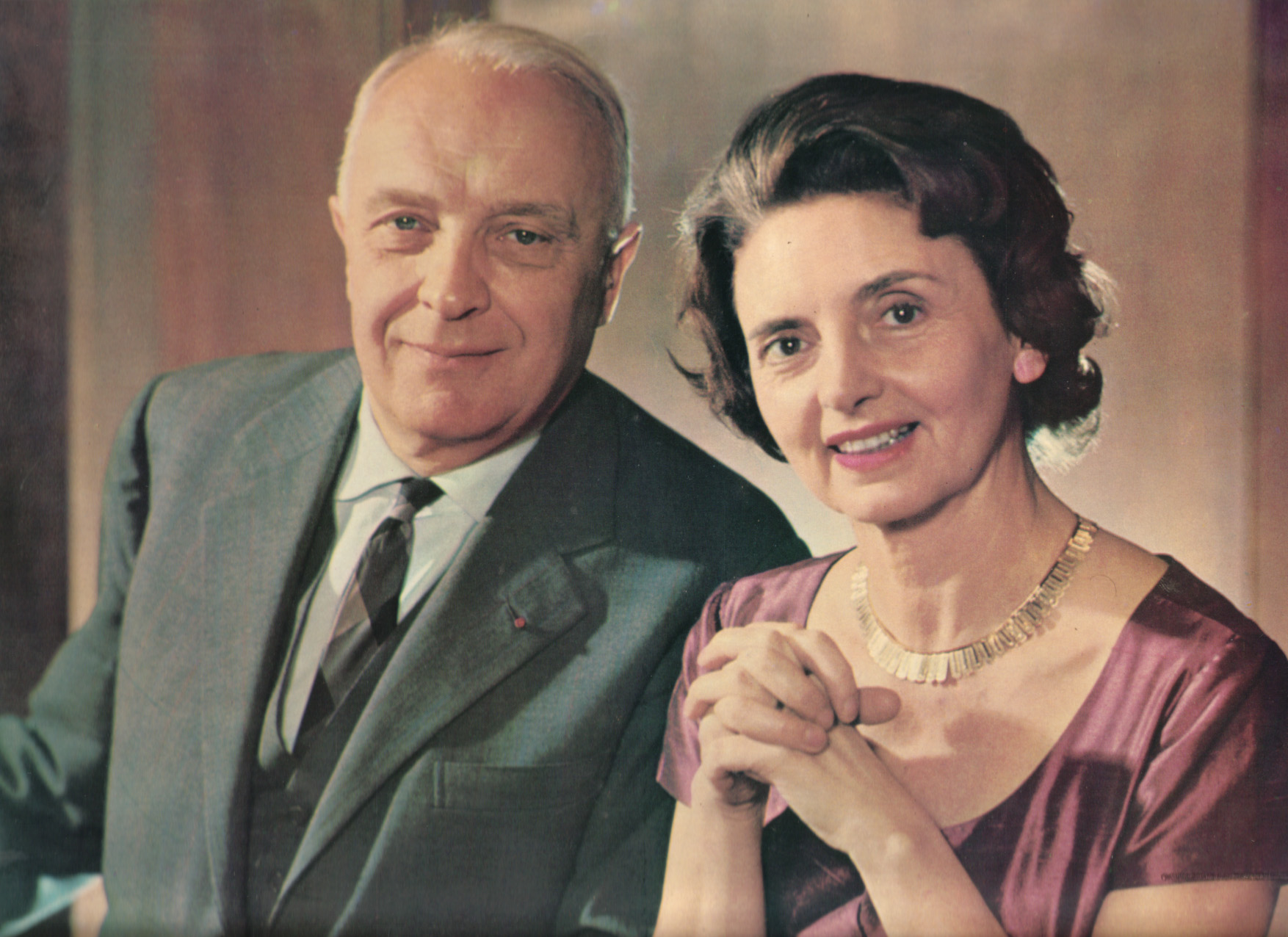
Robert Casadesus y Gaby Casadesus, su mujer.

Robert Casadesus (París, 7 de abril de 1899-Ibídem, 19 de septiembre de 1972) fue un pianista y compositor francés.

## Biografía
Perteneciente a una familia de larga tradición musical descendiente de catalanes. Su abuelo Luis Casadesus (1850-1919) nació en Figueras, siendo un apasionado de la música y violinista amateur. En 1870 se casó con la francesa Mathilde Sénéchal. Establecidos en París tuvieron nueve hijos, entre ellos a Robert-Guilleume Casadesus (1878-1940), el padre de Robert Casadesus. 
Robert-Guillaume estudió música en el Conservatorio de París y fue compositor de varias operetas entre otras obras. A los 20 años tuvo una relación con una compañera de estudios y de esta relación nació su hijo el compositor y pianista Robert en 1899. Las costumbres de la época no permitían ser una madre soltera y quiso darlo en adopción, pero el padre no quiso abandonar a su hijo y lo presentó a su madre Mathilde que lo integró en la familia.
Entre los hijos de Luis Casadesus se encuentra Francis Casadesus (1870-1950) compositor de varias sinfonías y Henri Casadesus (1870-1947) violinista y también compositor. Su hija Gisele Casadesus (1914-2017) fue una importante actriz de teatro y cine. Se da la circunstancia que fue contemporánea exacta de la madre de quién escribe estas líneas Carmen Giravent (1914-2017).
Casadesus nació en París y estudió en el Conservatorio de París con Louis Diémer, ganando el premier prix en 1913 y el Prix Diémer en 1920. A partir de 1922 colaboró con Maurice Ravel en un proyecto para hacer listas de varias obras para piano mientras compartía escenarios con el compositor en Francia, España e Inglaterra.
Como solista hizo muchas giras y apareció en los cinco continentes y tocó a menudo con su esposa, la pianista Gaby Casadesus, con la que se casó en 1921. Entre sus alumnos están Claude Helffer y Monique Haas. A partir de 1935 enseñó en el American Conservatory en Fontainebleau y pasó los años de la Segunda Guerra Mundial en los Estados Unidos.
Su estilo de tocar era clásico y contenido. Es especialmente destacado por ser uno de los mejores intérpretes de Mozart de todos los tiempos. Entre sus otras grabaciones elogiadas están los de música de Ravel, y las Sonatas para violín y piano de Beethoven con Zino Francescatti (de las que fue filmada la Sonata Kreutzer).
Casadesus tocó con su esposa Gaby y su hijo Jean interpretaciones ejemplares de los conciertos para 2 y 3 pianos de Mozart. Grabaron estas obras con la Orquesta Sinfónica de Columbia y la Orquesta de Cleveland dirigidas por George Szell así como con la Orquesta de Filadelfia dirigida por Eugene Ormandy.